# 가르비야주

가르비야주의 위치

가르비야주(영어: Gharbia Governorate, 아랍어: الغربية)는 이집트 북부 나일강 변에 있는 주로, 주도는 탄타이다. 면적은 25,400km2이며, 인구는 3,790,670명(2001년)이다.